# Ato de assinatura do Projeto da 1ª Constituição

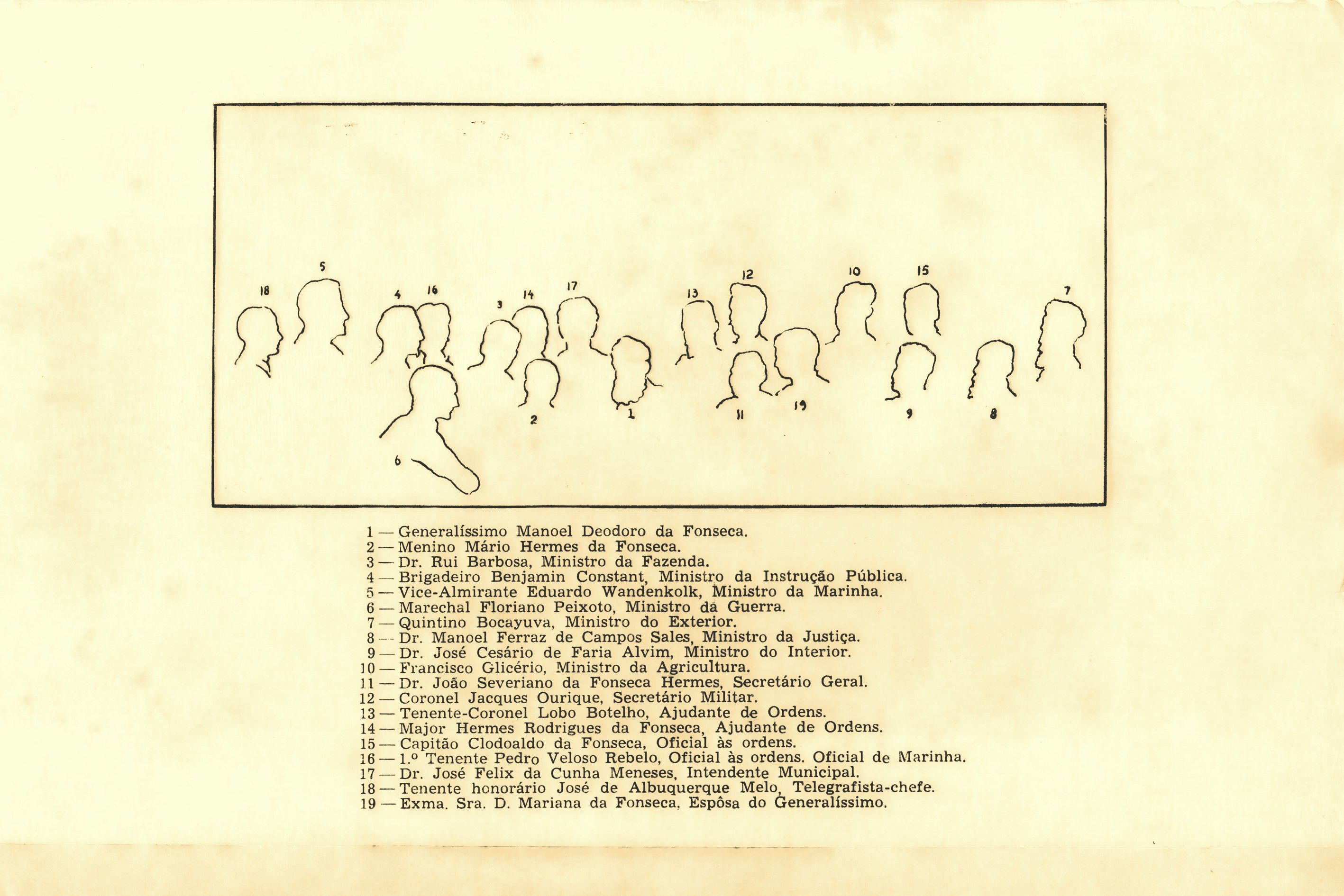
Legenda do posicionamento das pessoas retratadas no quadro, presente em Obras Completas de Rui Barbosa

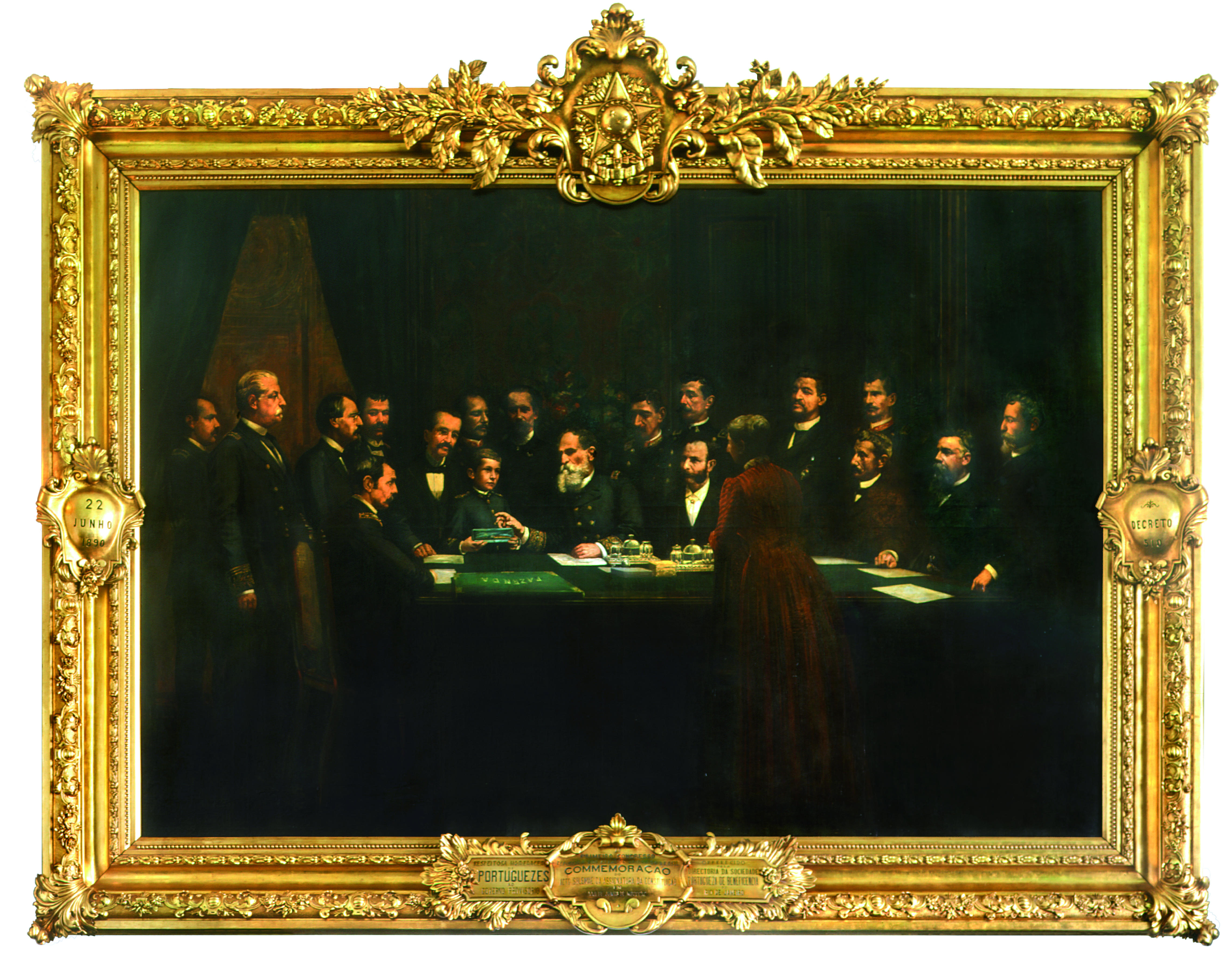
O quadro com a moldura original

Ato de assinatura do Projeto da 1ª Constituição é uma pintura de Gustavo Hastoy datada de 22 de junho de 1890. Atualmente encontra-se no Salão Nobre do Senado Federal em Brasília.

## Descrição
A obra foi produzida com tinta a óleo. Suas medidas são: 290 centímetros de altura e 441 centímetros de largura. Faz parte de Senado Federal.
A cena do quadro retrata o Marechal Deodoro da Fonseca, seus ministros e auxiliares mais próximos durante a cerimônia de assinatura do Projeto da Primeira Constituição da República do Brasil no Palácio do Itamaraty, no Rio de Janeiro. Os ministros retratados são (por ordem de assinatura): Ruy Barbosa (Ministro da Fazenda), Benjamin Constant (Ministro da Instrução Pública), Eduardo Wandenkolk (Ministro da Marinha), Floriano Peixoto (Ministro da Guerra), Quintino Bocaiuva (Ministro do Exterior), Campos Sales (Ministro da Justiça), Cesário Alvim (Ministro do Interior), Francisco Glicério (Ministro da Agricultura). Os demais presentes são: João Severiano da Fonseca Hermes (Secretário Geral), Alfredo Ernesto Jacques Ourique (Secretário Militar), Hermes da Fonseca (Ajudante de Ordens), Clodoaldo da Fonseca (Oficial às ordens), José Félix da Cunha Meneses (Intendente Municipal), Tenente Honorário José de Albuquerque Melo (Telegrafista), Primeiro-Tenente Pedro Veloso Rebelo (Ajudante de Ordens), Tenente-coronel João Carlos Lobo Botelho (Ajudante de Ordens), Mariana da Fonseca (esposa de Deodoro) e o menino Mário Hermes da Fonseca, sobrinho-neto de Deodoro, que é quem entrega a pena de ouro para Deodoro assinar o Projeto de Constituição.
A moldura do quadro foi confeccionada em madeira de cedro e folheada a ouro e possui as seguintes inscrições:
- Na moldura lateral esquerda: "22 JUNHO 1890"
- Na moldura lateral direita: "DECRETO 510"
- Na moldura superior: Brasão da República
- Na moldura inferior:

"RESPEITOSA HOMENAGEM DE PORTUGUEZES AO GOVERNO PROVISORIO";
"AO PRIMEIRO CONGRESSO DA REPUBLICA DOS ESTADOS UNIDOS DO BRASIL
COMMEMORAÇÃO DO ACTO SOLEMNE DA ASSIGNATURA DA CONSTITUIÇÃO EM XXII DE JUNHO DE MDCCCXC"
"OFFERECIDO PELA DIRECTORIA DA SOCIEDADE PORTUGUEZA DE BENEFICENCIA DO RIO DE JANEIRO"

## Contexto
O quadro foi encomendado pela Sociedade Portuguesa de Beneficência do Rio de Janeiro em gesto de consideração ao governo recém-nascido do Brasil pela liberalidade do projeto de Constituição para com os estrangeiros que residiam no país à época e foi oferecido como documento histórico da ocasião solene da assinatura para o primeiro Congresso que haveria de sancionar a Constituição.